# Topol pri Medvodah
Topol pri Medvodah (pogosto kar Katarina) je naselje v Občini Medvode, ki meji na občino Dobrova - Polhov Gradec.

## Okupacijska meja
Med drugo svetovno vojne je južno od naselja potekala meja med Nemčijo in Ljubljansko pokrajino, ki so jo upravljali Italijani. Meja je bila vojaško utrjena. Ohranjeni so štirje stebri podnožja nemškega stražarskega stolpa. Ostanke stebrov najdete na lokaciji 46.090623, 14.368792.

## Turizem
Naselje je priljubljena izletniška točka mnogim Ljubljančanom, saj predstavlja izhodišče za sprehode na bližnje vzpetine Polhograjskega hribovja, ki jih predstavljajo Sveti Jakob, Jeterbenk, Grmada in Tošč. 
Preko teh vrhov vodijo številne pešpoti:
- Evropska pešpot E-7
- Kurirska pot Dolomitov
- Ljubljanska mladinska pot
- Pohodna transverzala spominov občine Ljubljana-Šiška
- Polhograjska planinska pot
- Slovenska geološka pot
- Transverzala kurirjev in vezistov
- Transverzalna pot Ljubljana-Triglav

## Poimenovanje
Do leta 1955 je bilo uradno poimenovanje zaselka Katarina nad Medvodami (po župnijski cerkvi), odtlej pa Topol, vendar staro ime ostaja zakoreninjeno med okoliškimi prebivalci. Uradna vremenska napoved Hidrometeorološkega zavoda Slovenije še danes posreduje podatke za Katarino nad Ljubljano. 

## Župnijska cerkev sv. Katarine
Cerkev je bila zgrajena v začetku 17. stoletja, arhitektura pa je značilna za zgodnji slovenski barok. Prezbiterij je novejši, iz let 1919-1920; poslikava je delo Ivana in Helene Vurnik, glavni oltar Ivana Vurnika, slika sv. Katarine pa Helene Vurnik. Oltarni križ je delo Franceta Kralja.

## Dostop
Dostop do naselja je mogoč po treh cestah: 
- iz Medvod (preko kraja Sora),
- z Dobrove in
- iz Ljubljane (čez Toško Čelo).

Nekdaj je bil Topol povezan z Ljubljano z redno primestno avtobusno progo.